# 쉬자위안

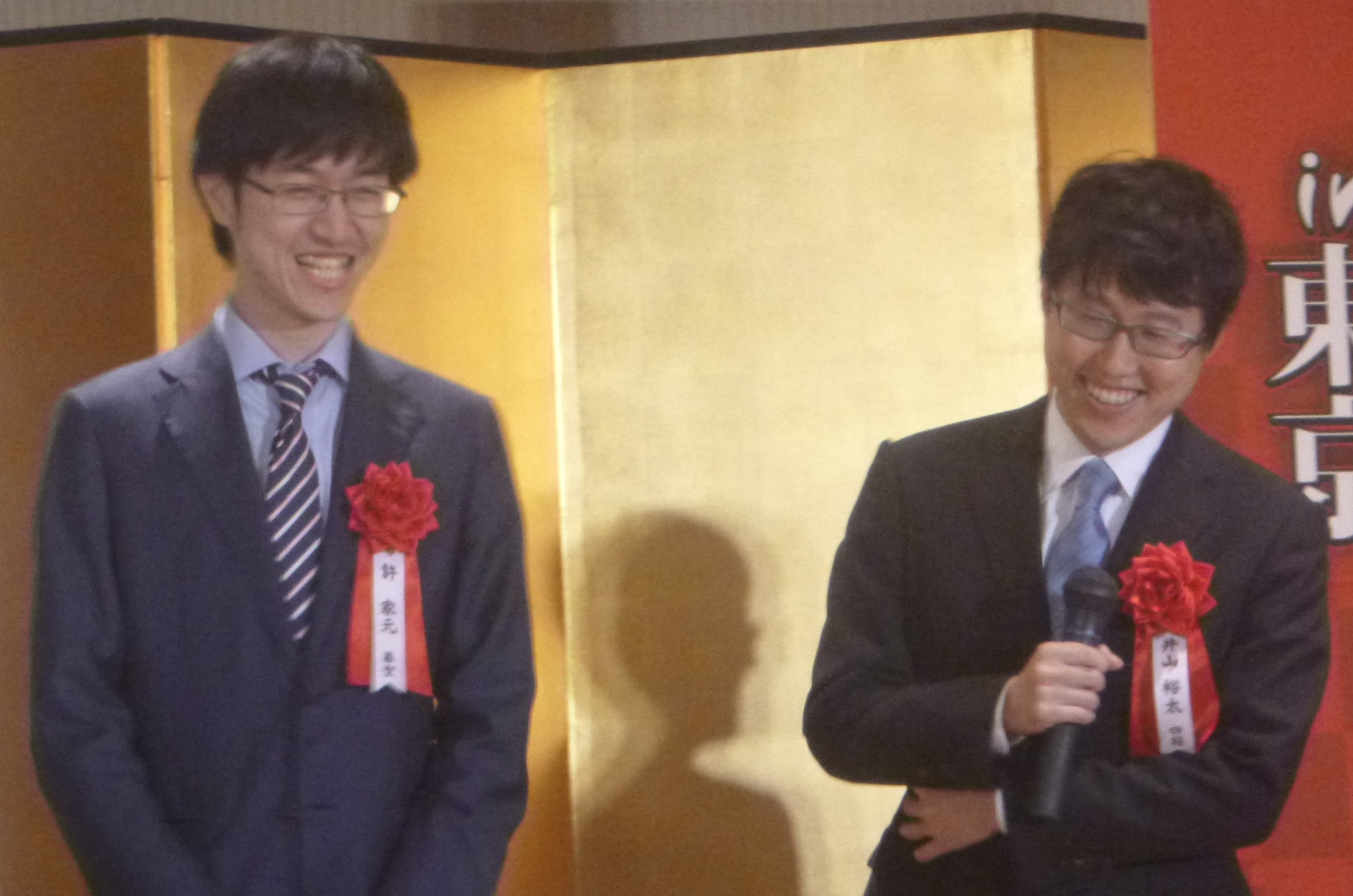
쉬자위안과 이야마 유타

쉬자위안(중국어: 許家元, 허가원, 1997년 12월 24일 타이완 타이베이시 ~ )은 타이완 출신의 일본기원 소속 바둑 기사이다.

## 생애 및 입문
- 1997년 12월 24일 대만 출생
- 2012년 11월 입단
- 2013년 혼인보 슈사쿠 컵(비공식전) 우승(15세 나이에 최연소 우승), 제10회 나가노 컵 U20세 우승
- 2014년 2단 승단, 제1회 글로비스배 U20세 세계바둑 선수권대회 준우승, 기도상 승률상
- 2015년 3단 승단, 제2회 유초컵 유스바둑 선수권 대회(비공식전) 우승, 제40기 일본 신인왕전 우승, 제22기 아함동산배 준우승, 기도상 신인상,최다승리상
- 2016년 4단 승단. 제3회 글로비스배 U20세 세계바둑 선수권대회 준우승
- 2017년 제42기 일본 기성전 S리그 진출에 의해 7단 조기승단
- 2018년 제43기 작은기성전 우승(상대 이야마 유타 9단, 3-0), 8단 승단
- 2019년 제44기 작은기성전 준우승(상대 하네 나오키 9단,2-3)
- 2020년 제68기 왕좌전 준우승(상대 시바노 도라마루 9단,1-3)
- 2021년 제59기 십단전 우승(상대 시바노 도라마루 9단,3-2), 9단 승단, 제28기 아함동산배우승(상대 이야마 유타 9단,1-0), 제1회 테이케이배 준영전 우승(상대 시바노 도라마루 9단,2-0)
- 2022년 제60기 십단전 우승(2연패, 상대 위정치 8단,3-0)
- 2023년 제61기 십단전 준우승(상대 시바노 도라마루 9닺,1-3)